# Jan Stanisławski (malarz)

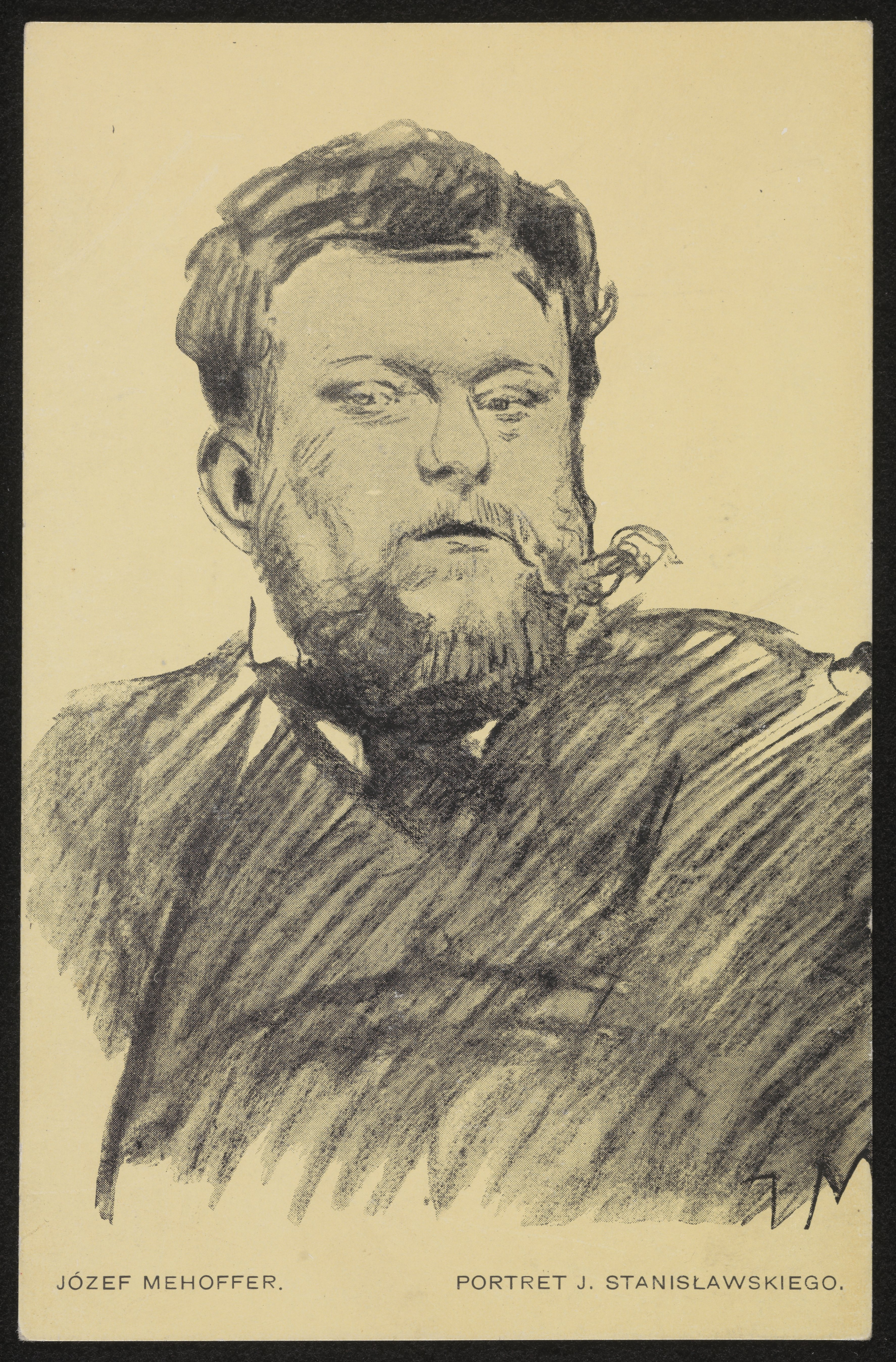
Jan Stanisławski na rysunku J. Mehoffera na pocztówce wyd. w 1908 r.

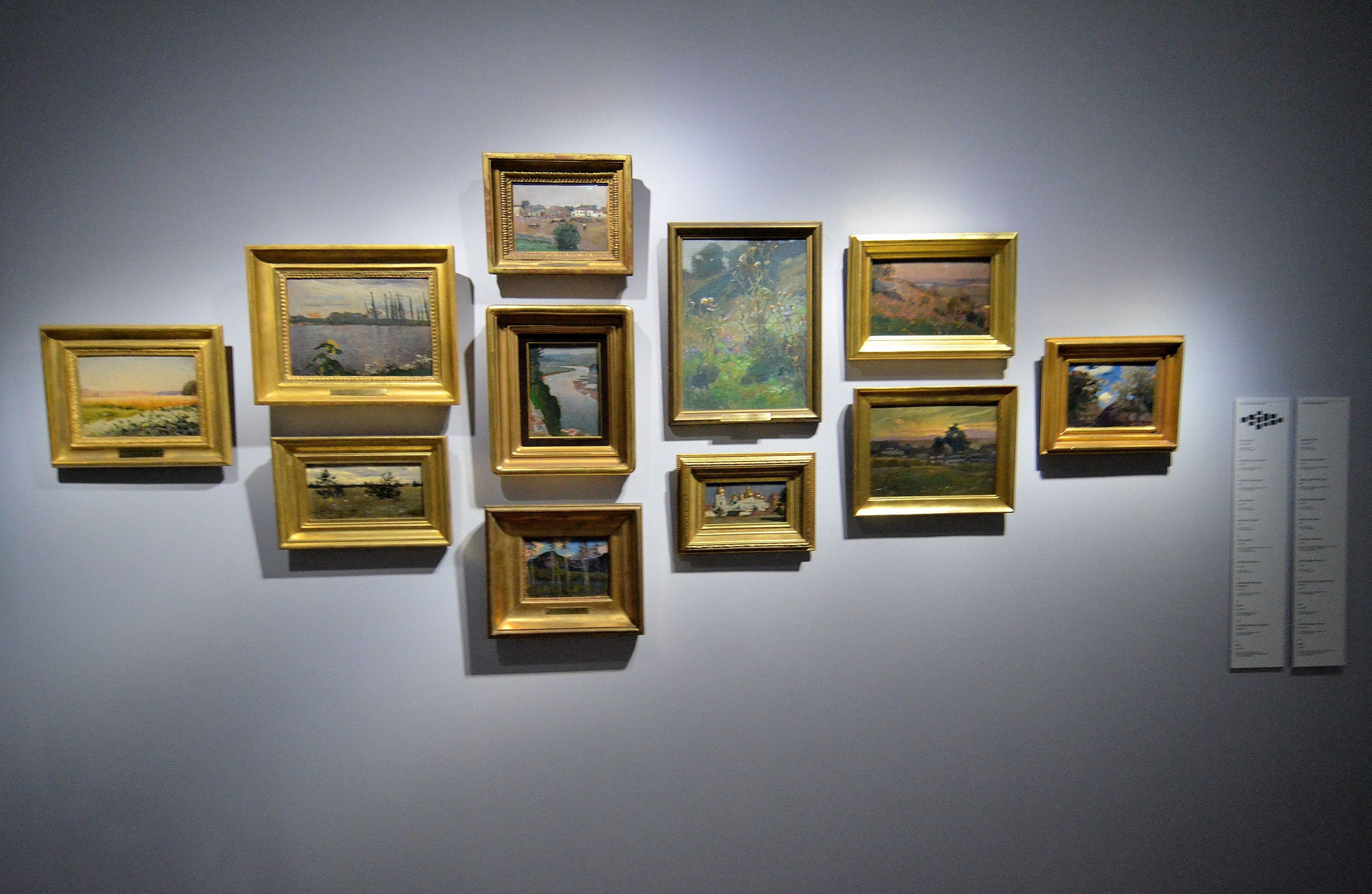
Obrazy Jana Stanisławskiego prezentowane w Muzeum Narodowym w Warszawie

Jan Grzegorz Stanisławski (ur. 24 czerwca 1860 w Olszanie k. Korsunia, zm. 6 stycznia 1907 w Krakowie) – polski malarz, wykładowca sztuki, inicjator i członek różnych ugrupowań artystycznych, jeden z głównych przedstawicieli polskiego modernizmu.

## Życiorys
Był synem prawnika-poety Antoniego Roberta Stanisławskiego (1817-1883), wykładowcy na uniwersytecie w Charkowie i na uniwersytecie w Kazaniu.
Kształcił się w gimnazjum w Kazaniu. Ukończył studia matematyczne na Uniwersytecie Warszawskim zwieńczone srebrnym medalem. Początkowo planował zostać profesorem matematyki, wyjeżdżając w tym celu do Petersburskiego Instytutu Technologicznego. Po kilku miesiącach zmienił jednak plany i, porzucając studia matematyczne, wrócił do Warszawy.
Malarstwa uczył się u Wojciecha Gersona w Warszawie, następnie studiował w Szkole Sztuk Pięknych w Krakowie oraz w Paryżu pod kierunkiem Emila Carolus-Durana. Odbywał liczne podróże: odwiedził Włochy, Hiszpanię, Szwajcarię, Prusy, Austrię i rejony Naddnieprzańskiej Ukrainy. Od 1897 był profesorem w Szkole Sztuk Pięknych w Krakowie, gdzie wprowadził obowiązkowe wyjazdy studentów w plener, co przetrwało do dziś.
Jego wczesne prace były wystawiane w Paryżu na inauguracyjnej wystawie Salon du Champ-de-Mars oraz na wystawie organizowanej przez Towarzystwo Przyjaciół Sztuk Pięknych w Krakowie. W latach 90. XIX wieku intensywnie podróżował, co owocowało licznymi rysunkami z Berlina, Drezna, Pragi, Krakowa i różnych miejsc na dawnych rubieżach Rzeczypospolitej. Razem z Julianem Fałatem wykonał tła pejzażowe w panoramie Przejście Napoleona przez Berezynę.
Był wykładowcą Akademii Sztuk Pięknych w Krakowie, a także animatorem i jednym z założycieli powstałego w 1897 roku krakowskiego Towarzystwa Artystów Polskich „Sztuka”.
Od 1898 należał do stowarzyszenia artystów Wiedeńska Secesja. Jego prace pojawiły się na jej wystawach w latach 1901, 1902 i 1905.
Charakterystyczną cechą postaci Jana Stanisławskiego była znaczna tusza, z czym wiązało się wiele anegdot dotyczących tego artysty. Opowiadano np., że pewnego razu, gdy malarz podczas pobytu w Zakopanem wybierał się do Kuźnic, przewożący go małą furką góral miał powiedzieć: Czy ja was, panie, aby na jeden raz całego zabiorę? Z figurą Stanisławskiego dziwnie kontrastowały niewielkie rozmiarami obrazy, które malował. Sprzeczność tę tak oto wyjaśnił sam Tadeusz Boy-Żeleński: Podobno tusza jego była przyczyną ich maleńkości: przy większym obrazie zanadto go męczył konieczny ruch ciągłego zbliżania się i oddalania.
Ożenił się w wieku 39 lat, zmarł w pełni sił twórczych siedem lat później. W listopadzie w roku jego śmierci w Pałacu Sztuki otwarto dwie wystawy, jedną prezentującą 154 obrazy olejne, a także rysunki i pastele, oraz drugą, zawierającą dzieła jego wybitnych uczniów. 
Zmarł w dniu, gdy założony przez niego związek artystów „Sztuka” organizował wystawę z okazji 10-lecia istnienia. Został pochowany z honorami na cmentarzu Rakowickim, w kwaterze XVI.
Na krótko przed śmiercią w 1909 jego żona przekazała Muzeum Narodowemu w Krakowie jego 100 najbardziej wartościowych obrazów oraz szkicownik.
Wykształcił ponad 60 uczniów. Byli wśród nich m.in.: Stanisław Kamocki (1875-1944), Stanisław Czajkowski (1878-1954), Józef Czajkowski (1872-1947), Stefan Filipkiewicz (1879-1944), Henryk Szczygliński (1891-1944), Jan Bukowski (1873- 1943), Alfons Karpiński (1875-1961), Ludwik Konarzewski (1885-1954), Tadeusz Makowski (1882-1932).

## Charakterystyka twórczości
Stanisławski malował wyłącznie pejzaże niewielkiego formatu. Charakterystyczne w jego twórczości jest traktowanie przedmiotu obrazu jako czegoś otwartego, a samego dzieła – jako fragmentu większej całości. Często zostawała ona podporządkowywana jednemu motywowi. Na swoich obrazach nie umieszczał postaci ludzi czy zwierząt. Skupiał się na roślinach, obłokach, pogodzie. Zwracał uwagę na szczegóły. Dla dojrzałej fazy twórczości charakterystyczna jest syntetyzacja form. Posługiwał się szeroką plamą barwną, studiował zmiany światła i koloru o różnych porach dnia i roku, dążył do uchwycenia rytmu i nastroju przyrody.

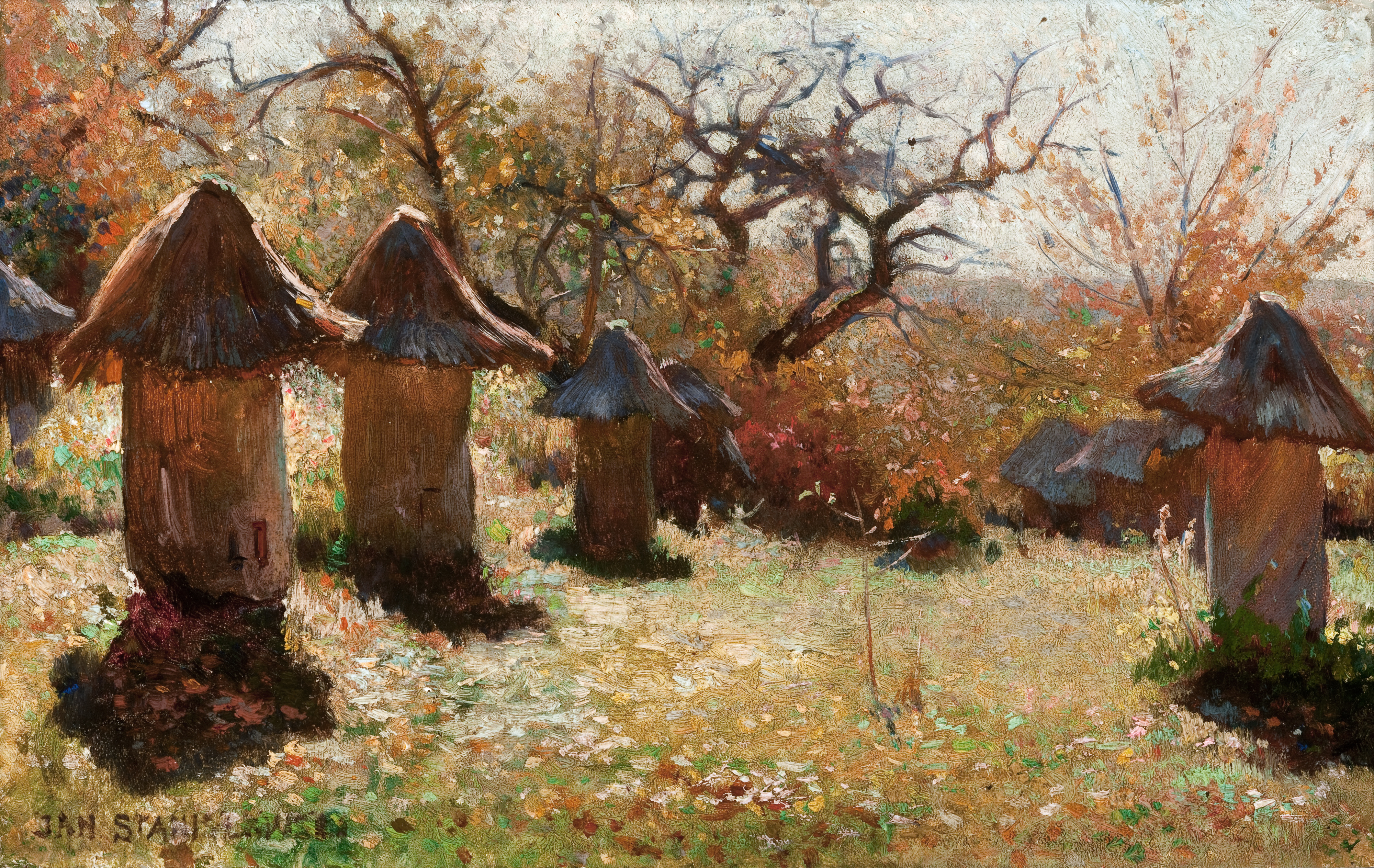
Ule na Ukrainie, 1895, Muzeum Narodowe w Krakowie
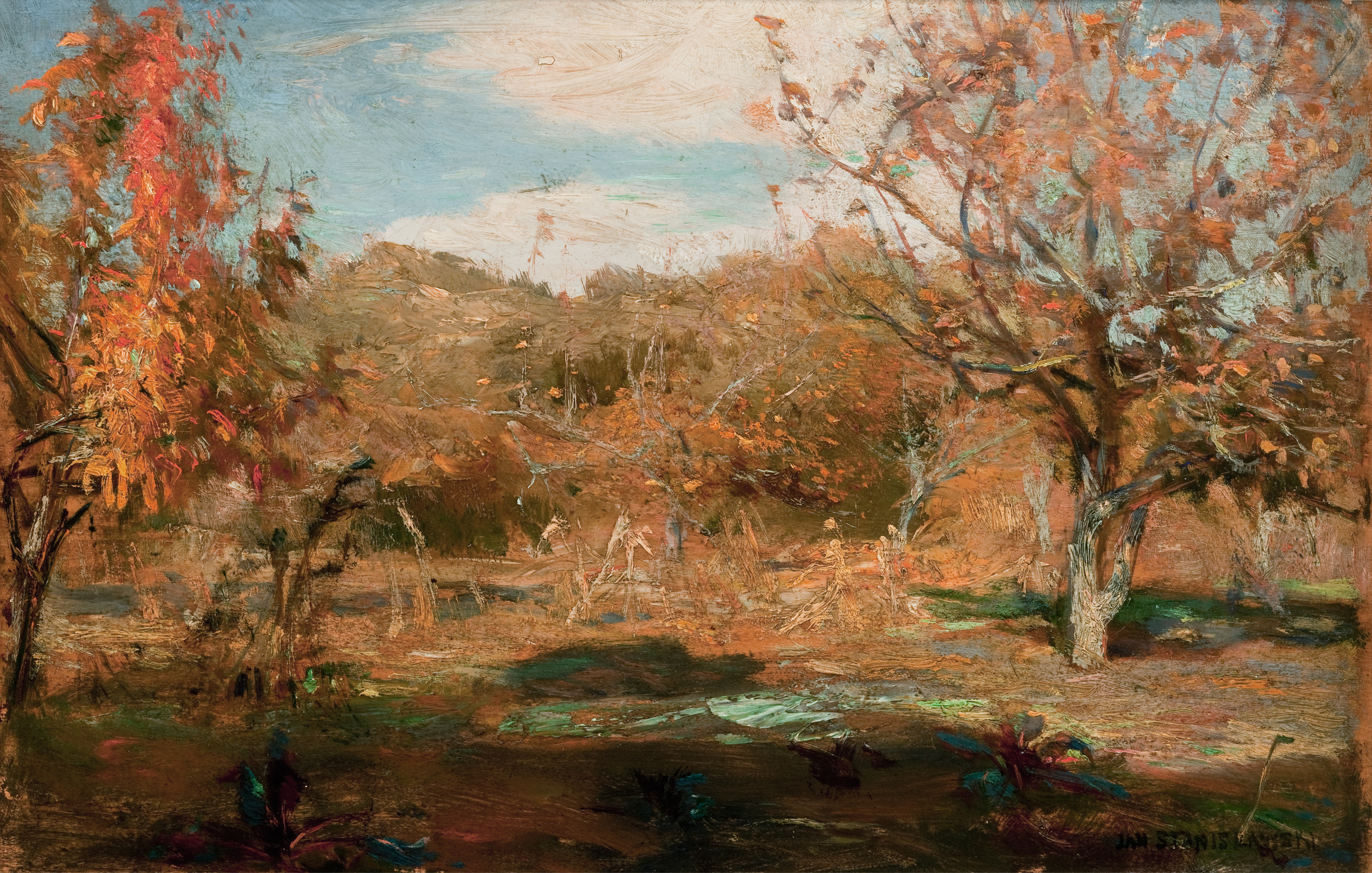
Sad, 1899, Muzeum Narodowe w Krakowie
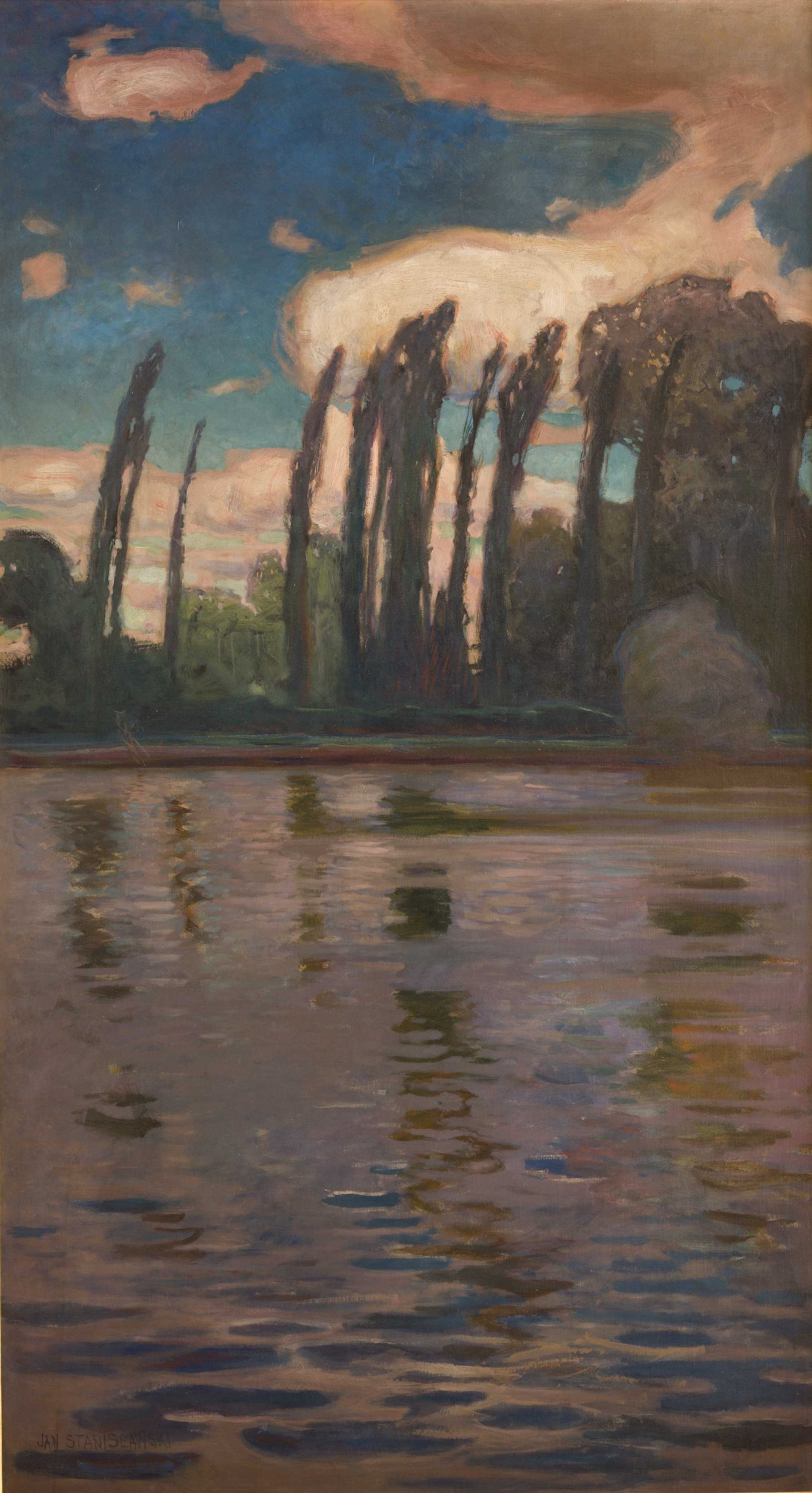
Topole nad wodą, 1900, Muzeum Narodowe w Krakowie
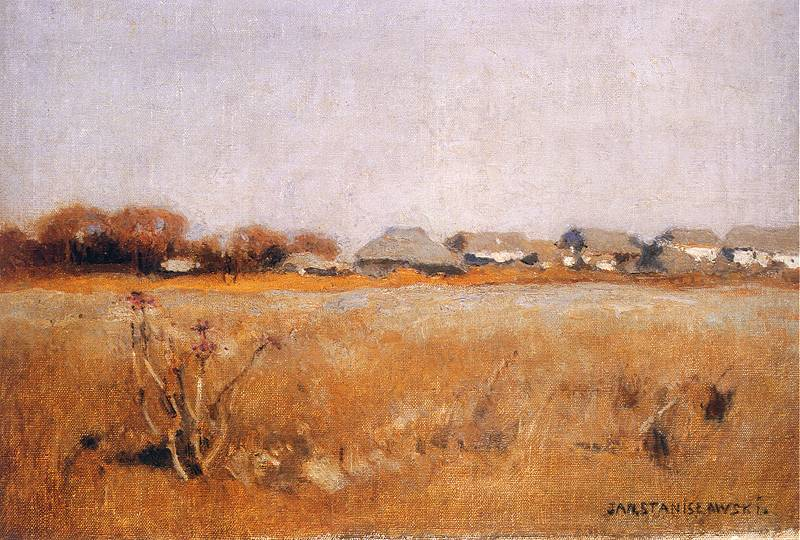
Gdzieś na Ukrainie, 1900, kolekcja prywatna
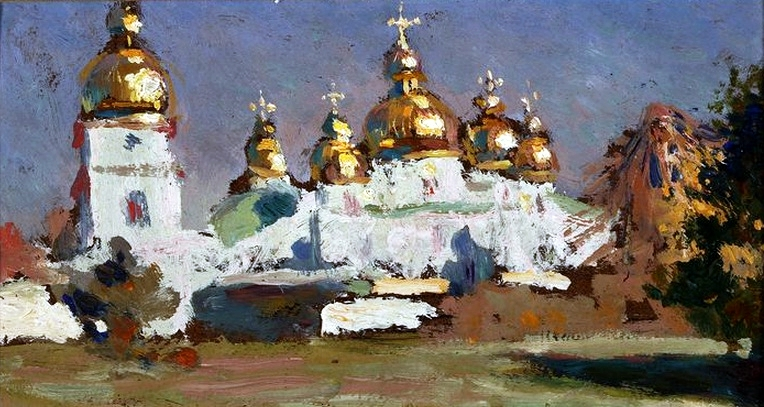
Cerkiew Michałowska w Kijowie, ok. 1903, Muzeum Narodowe w Warszawie
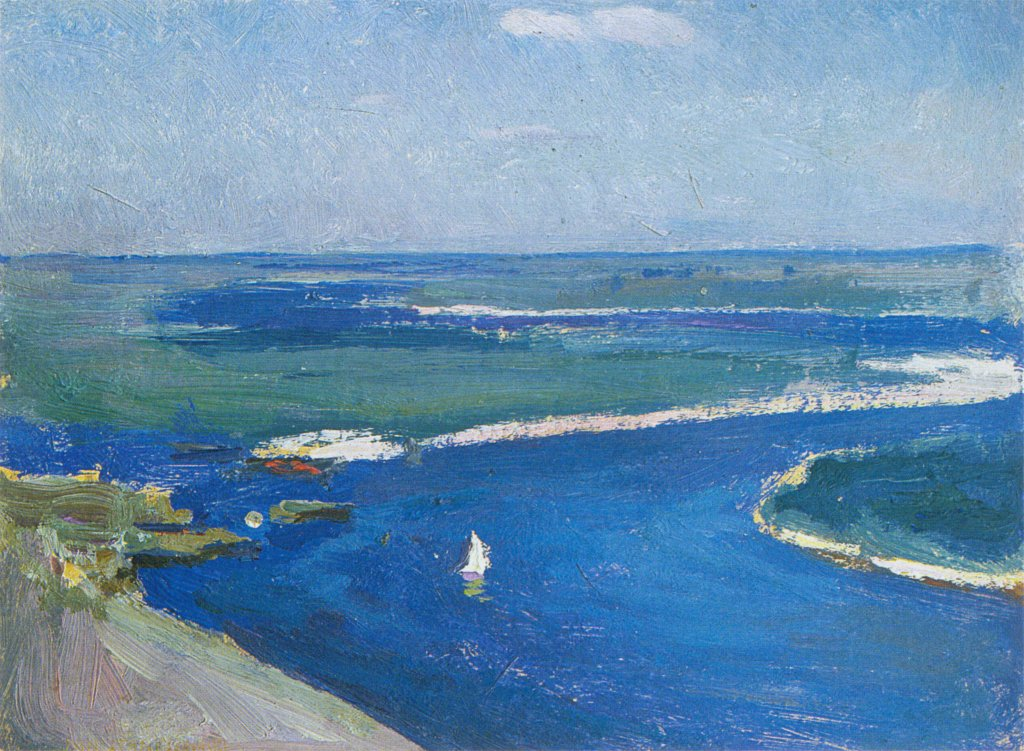
Dniepr, 1904, Muzeum Narodowe w Krakowie
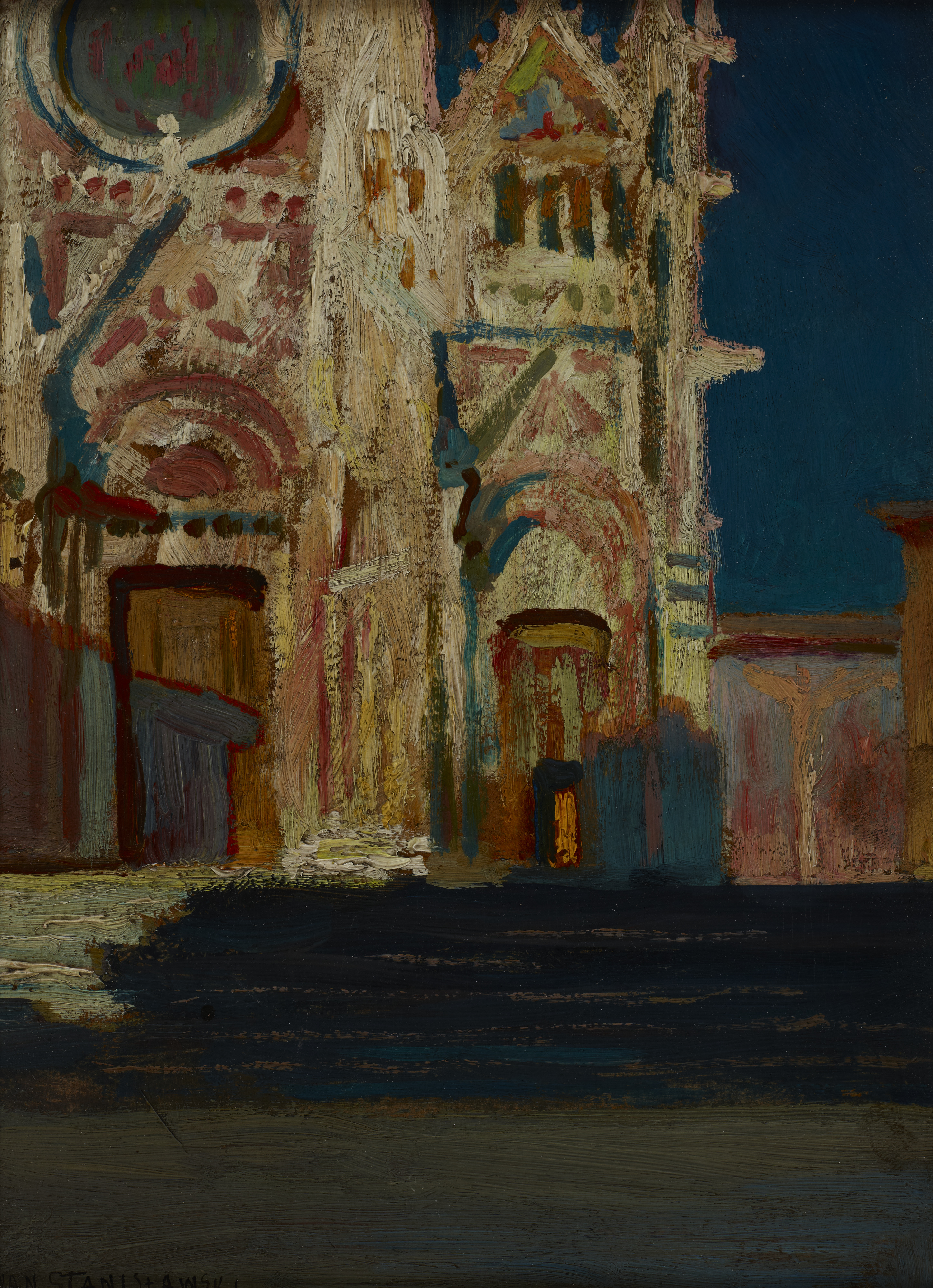
Katedra w Sienie, 1904, Muzeum Narodowe w Krakowie

## Wybrane dzieła
Muzeum Narodowe w Warszawie:
- Barbakan (1903), olej na tekturze, 57 × 40 cm
- Białocerkiew na Ukrainie (1890), olej na tekturze, 15 × 22 cm
- Bodiaki pod słońce (przed 1895), olej na płótnie, 40,5 × 30 cm
- Cerkiew Michajłowska w Kijowie (1903), olej na tekturze, 10 × 20 cm
- Noc (Chata przy księżycu) (ok. 1903), olej na tekturze, 15,5 × 20,5 cm
- Obłok (1903), olej na tekturze, 22,5 × 16 cm
- Ogród wiejski (ok. 1903), olej na tekturze, 24 × 32,5 cm
- Pustowarnia na Ukrainie (ok. 1902), olej na tekturze, 24,5 × 33 cm

Muzeum Narodowe w Krakowie:
- Bazylika San Marco w Wenecji (1904), olej na tekturze, 16 × 22,5 cm
- Białe floksy (1905), olej na tekturze, 12 × 21,5 cm
- Bodiak (1885), olej na tekturze, 25,5 × 22,2 cm
- Bodiaki (1885), olej na płótnie, 33 × 28 cm
- Brama wśród drzew (1906), olej na tekturze, 15,7 × 22,5 cm
- Dniepr niebieski (Mielizny) (1904), olej na tekturze, 23,8 × 32 cm
- Dniepr szafirowy (1904), olej na tekturze, 16 × 24 cm
- Dziewanna (1887), olej na desce, 21 × 12,5 cm
- Dziki bez (ok. 1885), olej na desce, 24 × 32 cm
- Dzwonnica cerkwi Sofijskiej (ok. 1903), olej na tekturze, 19 × 22 cm
- Forteca w Weronie (1902), olej na tekturze, 22 × 16 cm
- Katedra w Sienie (1903), olej na tekturze, 22,2 × 17,5 cm
- Kościół Mariacki w Krakowie (ok. 1904, olej na desce, 22,3 × 16 cm
- Kwitnące jabłonie (1903), olej na tekturze, 16,5 × 22,5 cm
- Malwy – polska jesień (1900), olej na tekturze, 32 × 22 cm
- Malwy (1905), pastel na tekturze, 56 × 42 cm
- Obłok nad Dnieprem (1903), olej na tekturze, 24 × 32,3 cm
- Ogród w Pustowarni (1903), olej na płótnie, 49 × 81 cm
- Pejzaż z wiatrakami (1905), olej na tekturze, 23,9 × 32,5 cm
- Perugia o zmroku (1904), olej na tekturze, 15,5 × 22,5 cm
- Planty krakowskie (ok. 1905), olej na tekturze, 16 × 22,3 cm
- Rododendrony (1905), olej na tekturze, 16,2 × 22,5 cm
- Sad (Krajobraz jesienny) (ok. 1895), olej na tekturze, 15,9 × 21,8 cm
- Słoneczniki (Sieniawa) (1903), olej na tekturze, 32 × 23 cm
- Sobór Michajłowski w Kijowie (ok. 1898),olej na tekturze, 23,5 × 32,5 cm
- Stary mur (1884), olej na desce, 24 × 32,5 cm
- Step (1900), olej na tekturze, 23,8 × 32,4 cm
- Stodoły w Pustowarni (1898), olej na tekturze, 24 × 32,5 cm
- Tęcza (1902), olej na tekturze, 16 × 21,6 cm
- Topole nad wodą (1900), olej na płótnie, 145 × 80,5 cm
- Ule na Ukrainie (1895), olej na płótnie, 19 × 29 cm
- Wieczór (1905), olej na płótnie, 54,5 × 100,5 cm
- Zmrok (1900), olej na płótnie, 35 × 60 cm

Muzeum Śląskie w Katowicach
- Chata w Popówce na Ukrainie (1903), olej na kartonie, 24 × 32,2 cm